# Dachstuhl

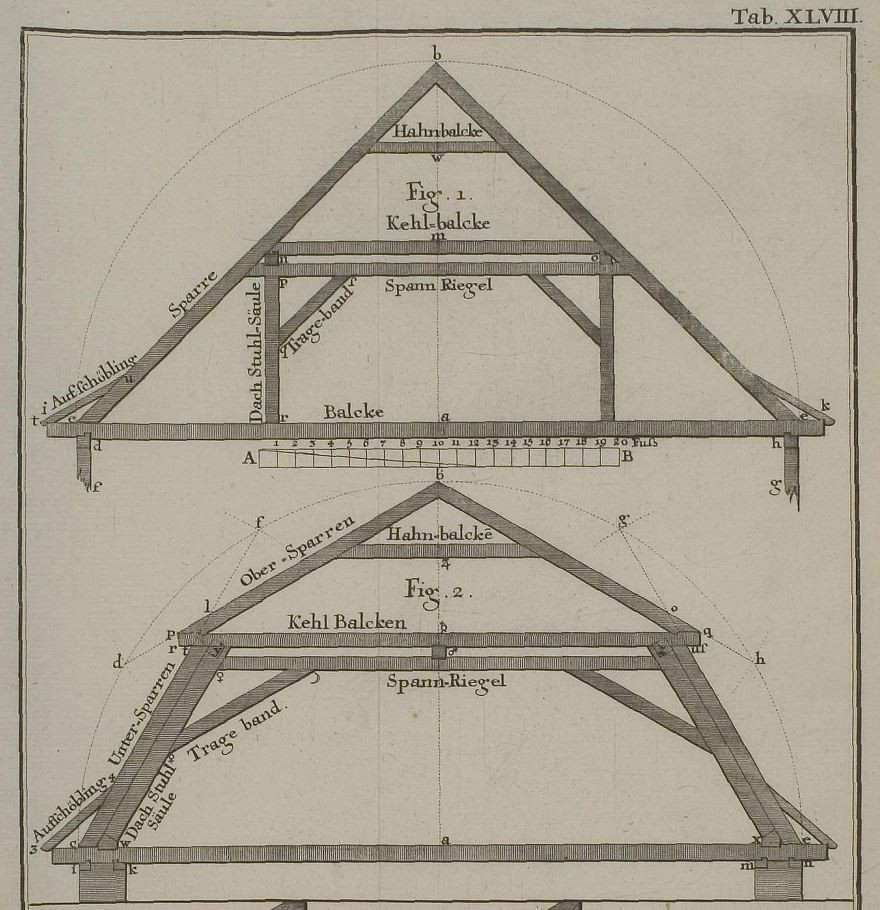
Holzdachstühle der Barockzeit mit zeitgenössischen Fachbegriffen. Oben: Kehlbalkendach mit doppelt stehendem Stuhl; unten: Mansarddach mit liegendem Stuhl (Johann Friedrich Penther, 1745)

Als Dachstuhl bzw. Stuhl wird in der Baufachsprache im engeren Sinne ein stuhlartiger Teil der Dachkonstruktion verstanden, der in Sparren- und Pfettendächern angeordnet wird und diese von unten unterstützt. Der Dachstuhl stützt die Dachsparren oder die Kehlbalken und dient u. a. der Aussteifung des Dachs in Längs- und Querrichtung. Es ist in der Regel auch ohne Mitwirkung der aufgelegten Sparren für sich alleine standsicher.
Demgegenüber wird im weiteren umgangssprachlichen Sinn mit dem Begriff Dachstuhl auch das gesamte Gefüge einer Dachkonstruktion bezeichnet.

## Wortherkunft
Der Begriff ist im Deutschen seit 1598 belegt („tachstuel“). Der Wortbestandteil „Stuhl“ bedeutet hier „Gestell“, insbesondere eines, auf dem etwas anderes ruht.

## Material und Konstruktion
Der Dachstuhl besteht üblicherweise aus Holz. Für die Wahl des Materials sind besonders maßgebend die Spannweite, die Feuersicherheit und die Kosten; insofern gibt es seit dem 19. Jahrhundert auch Eisendachstühle und seit dem 20. Jahrhundert Dachkonstruktionen mit Traggliedern aus Stahlbeton.
Bei einer hölzernen Stuhlkonstruktion in einem Dachtragwerk werden die Stützen beziehungsweise Stiele auch als Stuhlpfosten, Stuhlsäulen oder Binderstiele bezeichnet. Die schräg stehenden Stuhlsäulen eines liegenden Dachstuhls heißen liegende Stuhlsäulen.
Eine Reihe davon bildet zusammen mit Schwellen, Rähmen und Streben einen parallel zum First stehenden Längsverband, die Stuhlwand. Die Schwelle zur Lastverteilung unter liegenden Stuhlpfosten wird Stuhlschwelle genannt. Am oberen Ende der Pfosten verlaufen zur Unterstützung der Kehlbalken Längshölzer, die verschieden bezeichnet werden: Stuhlpfetten (auch Stuhlwandpfetten, Stuhlrähme oder Kopfbandpfetten (Bugpfetten)).
Durch die Verstrebung der Pfosten und Pfetten zur Stuhlwand sowie oft durch Kopfbänder, wird die Errichtung des Dachstuhls erleichtert und gemeinsam mit Windrispen die Längsaussteifung des Dachwerks gewährleistet.

### Stehender Stuhl

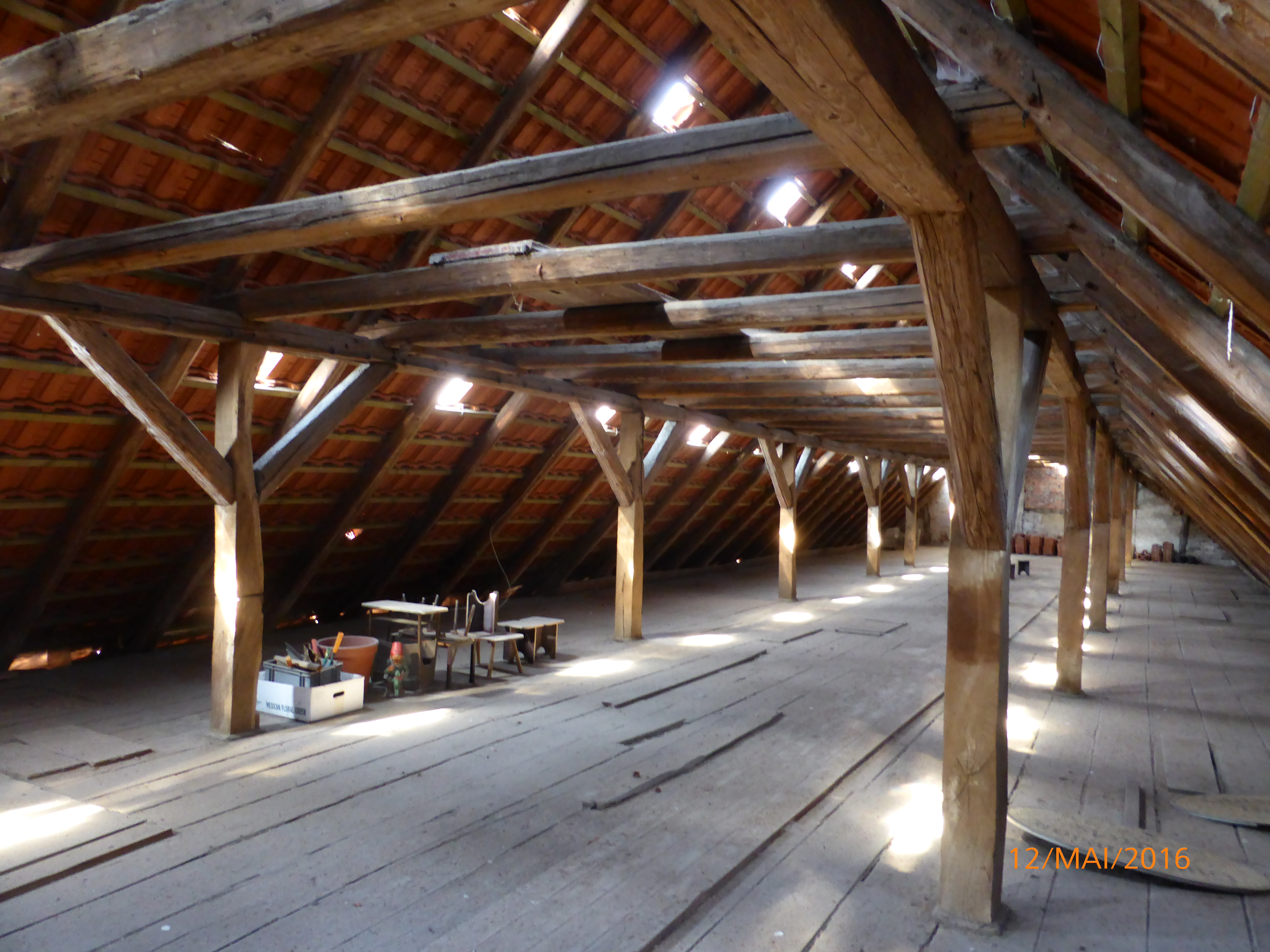
Kehlbalkendach mit doppelt stehendem Stuhl

Ein stehender Stuhl ist ein Stuhl mit lotrechten Stuhlsäulen. Sind diese zur Unterstützung der Firstpfette oder zur mittigen Stützung der Kehlbalken nur in der Längsachse unter dem First angeordnet, wird vom einfach stehenden Stuhl gesprochen, bei einer zweireihigen Stellung vom doppelt oder zweifach stehenden Stuhl. Kombinierte Konstruktionen werden auch als mehrfach stehender Stuhl bezeichnet.
Ein stehender Stuhl ist die Standardkonstruktion des Pfettendachs als Satteldach, wenn die Mittelpfette nicht auf einer Mittelwand bzw. auf Quer- und Giebelwänden aufgelagert werden kann. Ein Sparren- und Kehlbalkendach kann hingegen bei geringen Spannweiten auch ohne Stuhl errichtet werden.
Der stehende Stuhl dient seit jeher nicht nur später der Austeifung des Dachwerks in Längs- und Querrichtung, sondern ist schon eine Hilfestellung beim Aufrichten des Dachwerks.

### Liegender Stuhl

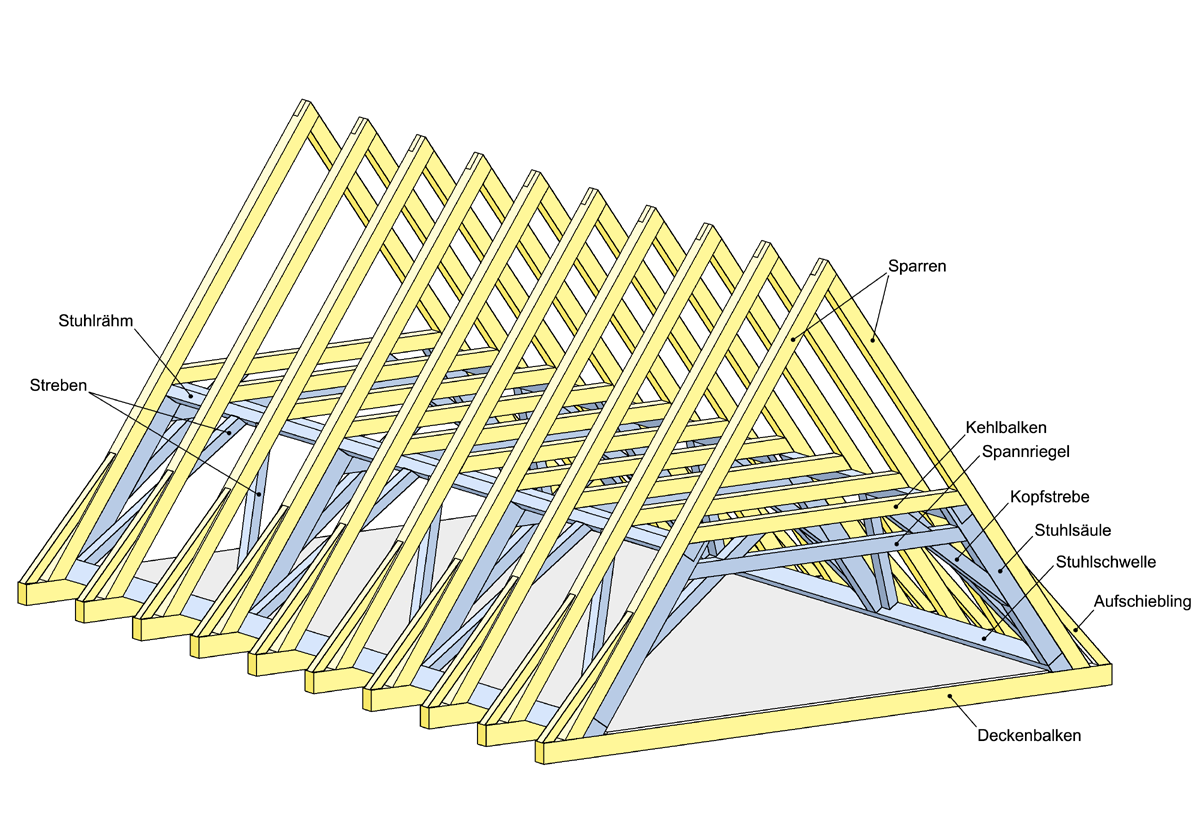
Historisches Kehlbalkendach mit liegendem Stuhl. Die eigentliche Stuhlkonstruktion ist blau dargestellt.

Beim liegenden Stuhl sind die Stuhlsäulen schräg geneigt und stützen sich oben am Spannriegel ab. Ihre Fußpunkte befinden sich in der Regel auf dem Dachbalken (Deckenbalken) dicht über der Außenwand oder einer anderen tragenden Wand. Liegende Stühle können sowohl in Pfetten- als auch in Sparren- und Kehlbalkendächer angeordnet sein.
Ein Vorteil dieser Anordnung liegt in einer besseren Nutzbarkeit des stützenfreien Dachraumes. Der liegende Stuhl belastet zudem die darunterliegenden Dachbalken (Deckenbalken) am Rand in der Nähe des Auflagers und nicht in der Feldmitte. Dies sorgt für ein geringeres Biegemoment. Der liegende Stuhl wird darum auch (oft in Kombination mit einem Hängewerk) dann eingesetzt, wenn im Geschoss unter der Balkenlage große stützenfreie Räume entstehen sollen und die Decke nicht durch die Dachkonstruktion belastet werden kann, beispielsweise über dem Mittelschiff einer Kirche.

## Beispiele

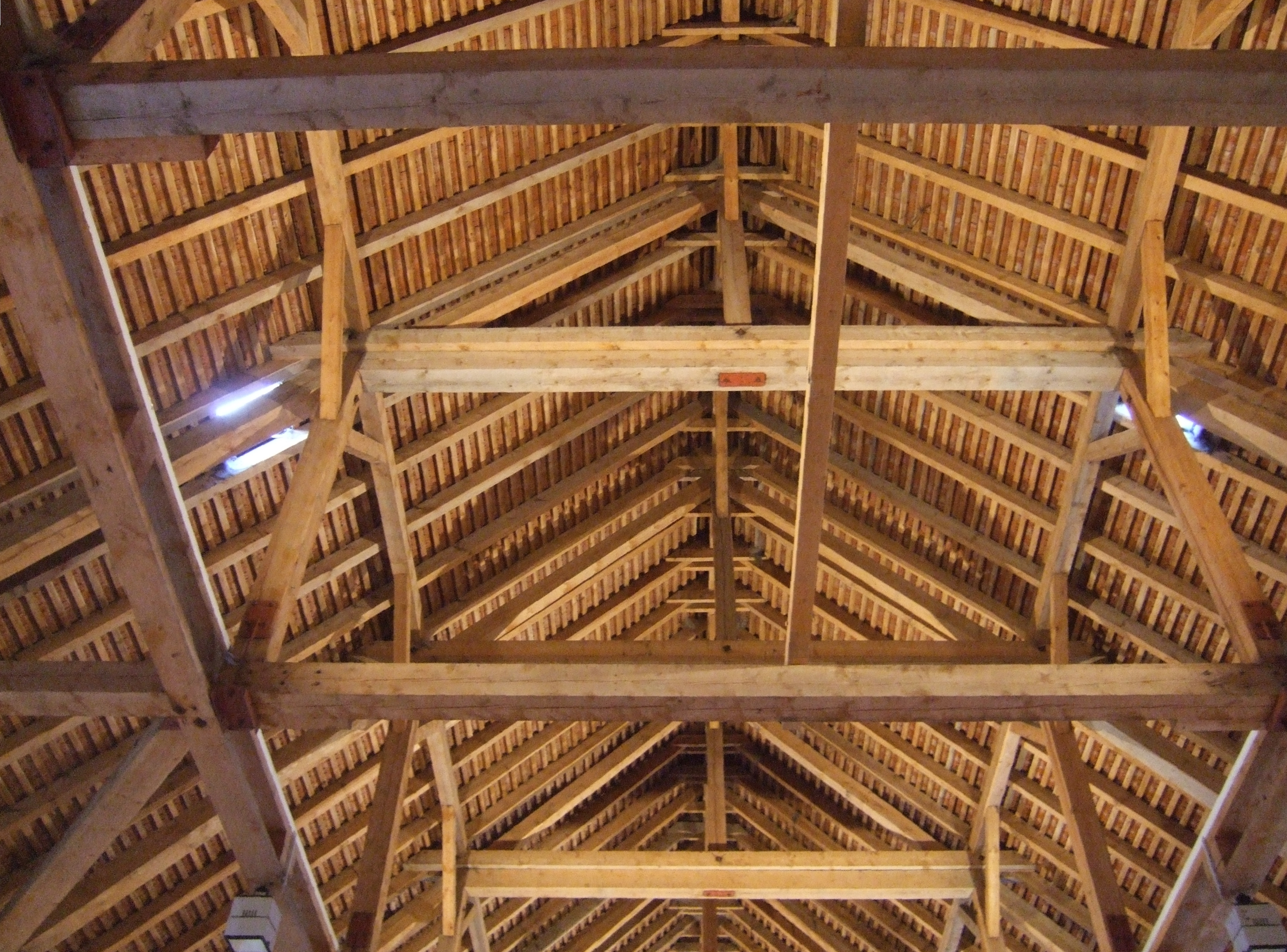
Großes Pfettendach: Der Dachstuhl ist als Binder (Dachbinder) ausgeführt, alle fünf Sparrenfelder ein Binder. Der Längsverband, aus Firstpfette und Mittelpfetten, ist mit Kopfbändern ausgesteift (Kopfbandpfetten). Die Hängepfosten mit angehängtem Binderbalken (Bundbalken) sind hier nicht weiter belastet. Die Bundbalken sind mit einer doppelten Brettreihe in Längsrichtung stabilisiert.
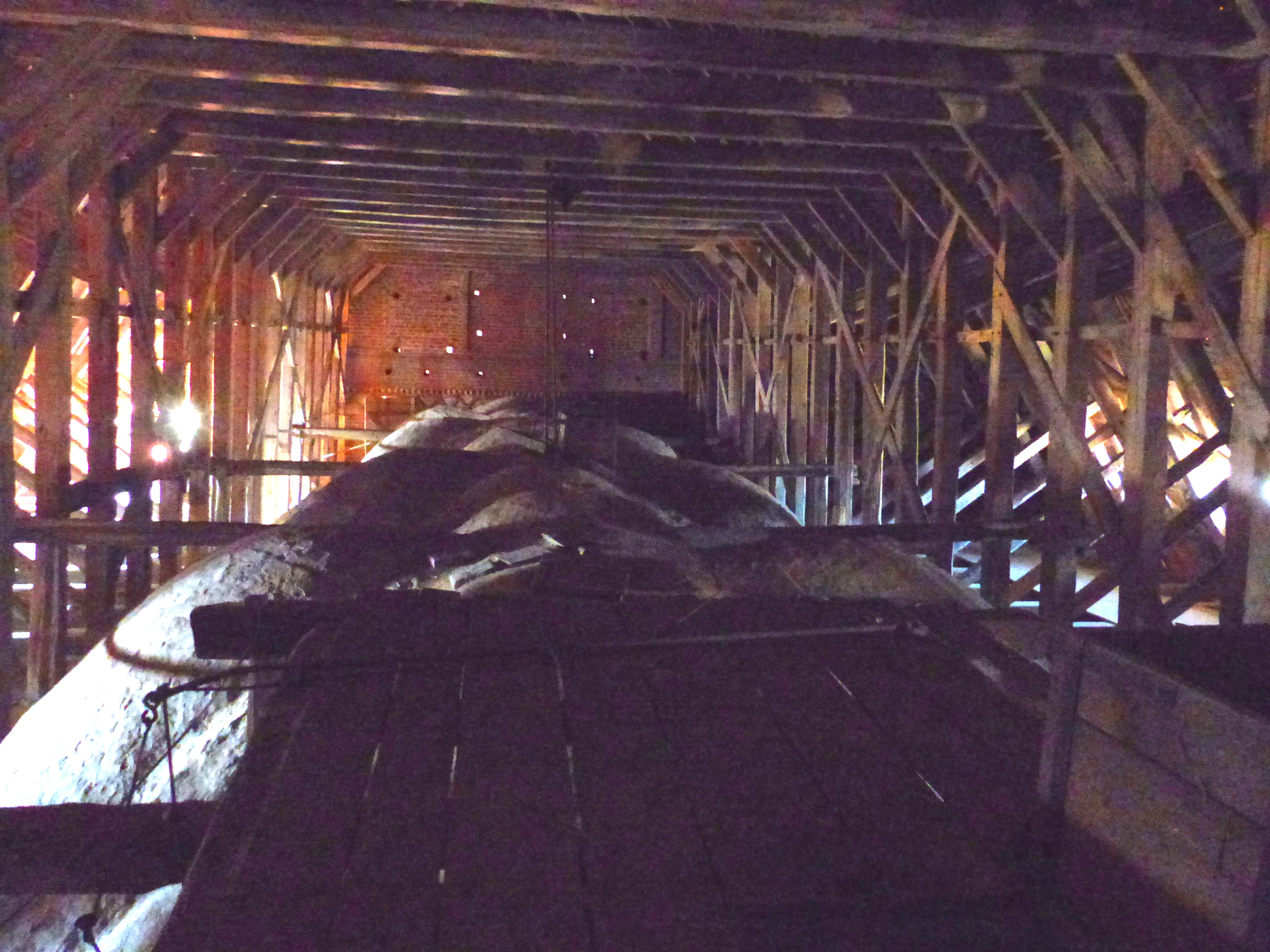
Stehender Dachstuhl und Ankerbalken über den Mittelschiffsgewölben der Johanniskirche in Werben (Elbe)

## Konstruktionsübersicht
Dachstühle; Konstruktionsübersicht aus Meyers Konversationslexikon (4. Auflage 1885–1890): Fig. 1 und 2 zeigen Dachwerke ohne Stuhlkonstruktion im engeren Sinne. Die Stühle in Fig. 3, 4, 5, 10 und 11 sind in Querrichtung nicht für sich alleine standsicher, soweit sie nicht durch diagonale Streben o. ä. ausgesteift werden.
- Legende:S. 404
- (a) Dachbalken (Hauptbalken) |
- (b) Sparren |
- (c) Kehlbalken |
- (d) senkrechte Stuhlsäulen |
- (e) Stuhlpfetten |
- (f) Firstpfetten |
- (g) (Zwischen-)Pfetten |
- (h) Kopfbänder |
- (i) geneigte Stuhlsäulen |
- (j) liegende Stuhlsäulen |
- (k) Spannriegel |
- (l) Fußpfetten |
- (n)(q) Streben |
- (o) Kehlzangen |
- (p) Gegenstreben |
- (r) Stichbalken / -zangen |
- (s) Hängesäulen |
- (t) Oberzüge |
- (u) Unterzüge